# ستيبسي (ليسفوس)
ستيبسي (Στύψη) هي مدينة في ليسفوس في اليونان.